# انقلاب اکتبر
انقلاب اکتبر (به روسی: Октябрьская революция) که انقلاب کبیر سوسیالیستی اکتبر (به روسی: Великая Октябрьская социалистическая революция)، اکتبر سرخ، قیام اکتبر و انقلاب بلشویکی نیز خوانده می‌شود، دومین و آخرین حرکت بزرگ از انقلاب روسیه بود که سبب‌ساز به‌قدرت رسیدن حزب بلشویک در روسیه و برپایی نظام شورایی شد.
انقلاب توسط بلشویک‌ها رهبری شد، که از نفوذ خود در شورای پتروگراد برای سازماندهی نیروهای مسلح استفاده می‌کردند. سپاه بلشویک تحت کمیته انقلاب نظامی، اشغال ساختمان‌های دولتی در ۷ نوامبر ۱۹۱۷ را آغاز کرد. روز بعد، کاخ زمستانی (محل موقت حکومت موقت در پتروگراد، سپس پایتخت روسیه)، تسخیر شد. انتخابات مجلس موسسان، که مدت زیادی به تعویق افتاده بود، در تاریخ ۱۲ نوامبر ۱۹۱۷ برگزار شد. بر خلاف اکثریت آن‌ها در شوروی، بلشویک‌ها تنها ۱۷۵ کرسی را از ۷۱۵ کرسی مجلس نمایندگان به دست آوردند.
پس از پیوستن جناح چپ حزب انقلابی سوسیالیست به ائتلاف بلشویک‌ها در اکتبر ۱۹۱۷ تا مارس ۱۹۱۸، مجلس مؤسسان برای اولین بار در ۲۸ نوامبر ۱۹۱۷ تشکیل شد، اما جلسات آن تا ۵ فوریه ۱۹۱۸ توسط بلشویک‌ها به تأخیر افتاد. در اولین روز، و تنها روز برپایی جلسه، مجلس مؤسسان با شوراها دچار کشمکش و درگیری گردید و فرامین شورا را دربارهٔ صلح و میهن رد نمود. نتیجه حاصل از این امر، منحل شدن اجزا اصلی هیئت قانونگذاری به دستور کنگره شوراها بود. اگر چه انقلاب در آن زمان و در وجهه بین‌المللی شناخته شده نبود، اما زمینه‌ساز جنگ داخلی روسیه میان سال‌های ۱۹۱۷ تا ۱۹۲۲ و به دنبال آن، ایجاد اتحاد جماهیر سوسیالیستی شوروی گردید.

## زمینه تاریخی
روسیه تا پیش از به قدرت رسیدن پترکبیر(۱۶۸۲–۱۷۲۵) در رقابت استعماری اروپاییان جایگاهی نداشت. اما سیاست و اقدام‌های پترکبیر این کشور را تا قبل از انقلاب اکتبر متحول کرده بود و در مسیر توسعه طلبی سیاسی و نظامی قرار داد. او با استخدام کارشناسان اروپایی، تاسیس مدارس و دانشگاه‌های جدید و تقویت ارتش به ویژه نیروی دریایی، این کشور را وارد مسابقه استعمار کرد. یکی از برنامه‌های پتر برای قدرتمندشدن روسیه تزاری گسترش سرزمین روسیه و دستیابی به دریاهای آزاد برای کسب منافع تجاری و سیاسی بود. جانشینان او تلاش کردند به این برنامه عمل کنند و به همین سبب در نواحی شرقی اروپا و حوزه دریای بالتیک، دریای سیاه و دریای مازندران (خزر) اقدام‌های نظامی وسیعی انجام دادند. این اقدام‌ها موجب جنگ‌های متعدد روسیه با ایران، عثمانی و برخی کشورهای اروپایی نظیر فرانسه گردید.

## تاریخچه
آن طور که در اسناد معاصر دیده می‌شود (به عنوان مثال، در اولین نسخه‌های آثار کامل لنین)، در ابتدا از این رویداد به عنوان کودتای اکتبر (Октябрьский переворот) یا قیام سوم، نام برده می‌شد. با این حال، در روسیه، "переворот" معنای مشابهی به «انقلاب» دارد و همچنین به معنای "چرخش" یا "سرنگونی" است، بنابراین «کودتا» لزوماً ترجمهٔ صحیح نیست. با گذشت زمان، اصطلاح «انقلاب اکتبر» (Oktябрьская революция) به کار گرفته شد. این انقلاب همچنین به عنوان «انقلاب نوامبر» شناخته می‌شود چرا که با توجه به تقویم گرگوری، این انقلاب در ماه نوامبر رخ داده‌است.

## پیشینه

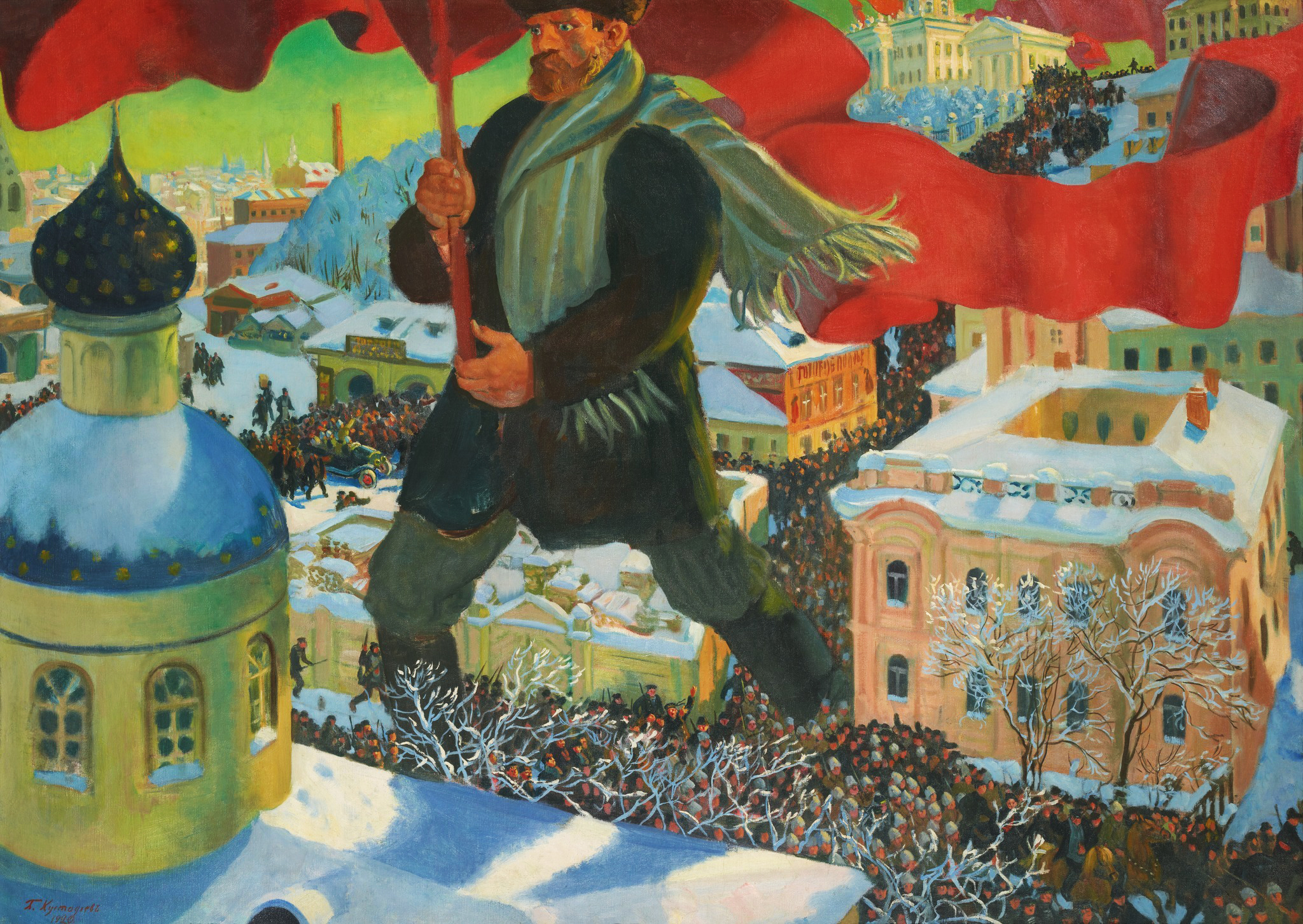
بلشویک (۱۹۲۰), اثر بوریس کوستودیف

### انقلاب فوریه
انقلاب فوریه، تزار نیکولا دوم روسیه را سرنگون کرد و دولت او را با دولت موقت روسیه جایگزین کرد. با این حال، دولت موقت ضعیف و متضاد با اختلافات داخلی بود. این مسئله جنگ جهانی اول را ادامه داد و این امر به‌طور فزاینده‌ای ناخوشایند شد. یک بحران سراسری در روسیه، بر روابط اجتماعی، اقتصادی و سیاسی گسترش یافت و اختلال در صنعت و حمل و نقل شدت یافت و مشکلات در دستیابی به مقررات افزایش یافت. تولید ناخالص صنعتی در سال ۱۹۱۷به کمتر از ۳۶ درصد از آن چیزی که در سال ۱۹۱۴ بود، کاهش یافت. در پاییز، تا حدود ۵۰ درصد از تمام شرکت‌ها در اورال، دانوب و دیگر مراکز صنعتی تعطیل شدند که منجر به بیکاری عظیم مردم شد. در همان زمان، هزینه زندگی به شدت افزایش یافت. دستمزد واقعی در سال ۱۹۱۳ حدود ۵۰ درصد کاهش یافت. بدهی ملی روسیه در اکتبر ۱۹۱۷ به ۵۰ میلیارد روبل افزایش یافت. از این رو، بدهی‌های دولت به دولت‌های خارجی به بیش از ۱۱ میلیارد روبل رسید و کشور با تهدید ورشکستگی مالی مواجه شد.

### ناآرامی‌های کارگران، دهقانان و سربازان
در طول ماه‌های ژوئن، ژوئیه و اوت ۱۹۱۷، شنیدن سخنان طبقه کارگر در مورد عدم اطمینان و نارضایتی آن‌ها از قدرت در دولت موقت، معمول بود. کارگران کارخانه در اطراف روسیه در مورد کمبود فزاینده مواد غذایی، لوازم و سایر مواد احساس نارضایتی می‌کردند. آن‌ها مدیران و سرپرستان خود را سرزنش می‌کردند و حتی در کارخانه‌ها نیز به آن‌ها حمله می‌کردند. کارگران بسیاری از افراد ثروتمند و با نفوذ، مانند نخبگان در موقعیت قدرت را به خاطر کمبود مواد غذایی و شرایط زندگی ضعیف سرزنش می‌کردند. آن‌ها این افراد ثروتمند و قدرتمند را به عنوان مخالفان انقلاب نام‌گذاری کردند و آن‌ها را «بورژوازی، سرمایه‌داری و امپریالیست» نامیدند.
در سپتامبر و اکتبر ۱۹۱۷ اقدامات گسترده‌ای علیه کارگران مسکو و پتروگراد، معدنچیان در دانسس، کارگران متالورژی در اورال، کارگران نفتی باکو، کارگران نساجی در منطقه صنعتی مرکزی و کارگران راه‌آهن در ۴۴ خط راه‌آهن وجود داشت. فقط در این ماه‌ها بیش از یک میلیون کارگر در اعتصاب شرکت کردند. کارگران در یک انقلاب اجتماعی تولید و توزیع را در بسیاری از کارخانه‌ها و نیروگاه‌ها کنترل می‌کردند. کارگران توانستند این اعتصاب را از طریق کمیته‌های کارخانه سازماندهی کنند. کمیته‌های کارخانه، نماینده کارگران بودند و قادر به مذاکره برای شرایط کار، پرداخت، و ساعت‌ها بودند. با وجودی که شرایط کاری در سطح کیفی افزایش می‌یابد، کیفیت کلی زندگی کارگران بهبود نیافت. هنوز هم کمبود غذا وجود داشت و افزایش حقوق و دستمزد کارگران برای فراهم کردن مایحتاج خانواده‌هایشان کافی نبود.

### تظاهرات ضد جنگ
وزیر امور خارجه، پاول میلیوکف، در یک یادداشت دیپلماتیک در تاریخ ۱ مه ۱۹۱۷ میلادی، ابراز تمایل دولت موقت برای ادامه جنگ علیه قدرت‌های مرکزی را تا «پیروزی نهایی» اعلام کرد که باعث خشم گسترده شد. در ۱ تا ۴ ماه مه، حدود صد هزار کارگر و سرباز پتروگراد، و پس از آن کارگران و سربازان دیگر شهرهای تحت رهبری بلشویک‌ها، با شعار «مرگ بر جنگ» و «همه قدرت برای شوروی» تظاهرات کردند. اعتراض‌های جمعی منجر به بحران برای دولت موقت شد. ۱ ژوئیه تظاهرات‌های بیشتری را شاهد بود، زیرا حدود پانصد هزار کارگر و سرباز در پتروگراد راهپیمایی کردند و مجدداً خواسته‌های خود مبنی بر «تمام قدرت برای شوروی»، «مرگ بر جنگ» و «مرگ بر ده وزیر سرمایه‌دار» را مطرح کردند. حکومت موقت در ۱ ژوئیه ۱۹۱۷ مبارزه علیه نیروهای مرکزی را آغاز کرد که خیلی زود از بین رفت. خبر این تهاجم و فروپاشی آن، مبارزه کارگران و سربازان را تشدید کرد. بحران جدید در دولت موقت در ۱۵ ژوئیه ۱۹۱۷ آغاز شد.

## قیام

### برنامه‌ریزی برای قیام

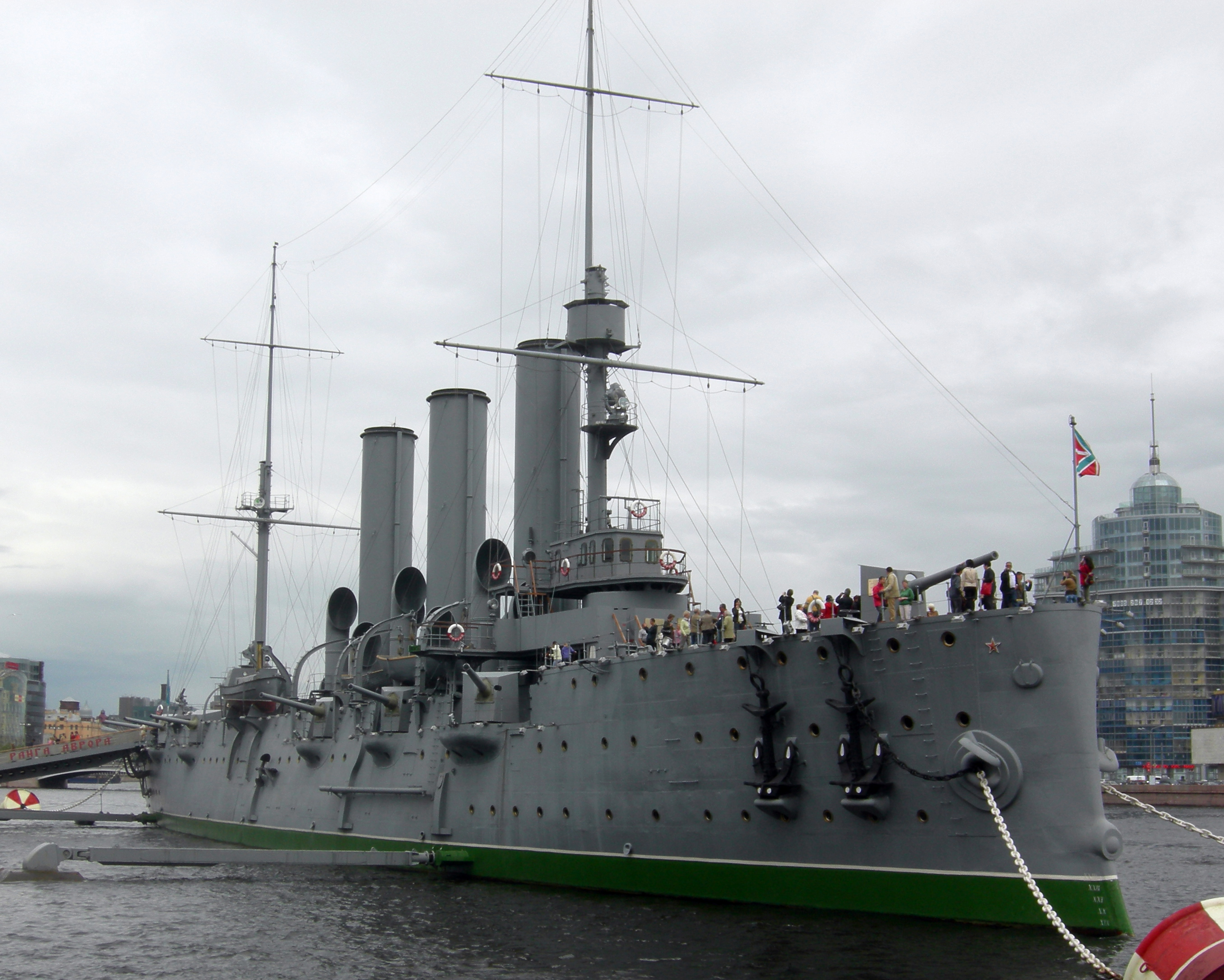
ناو آئورورا

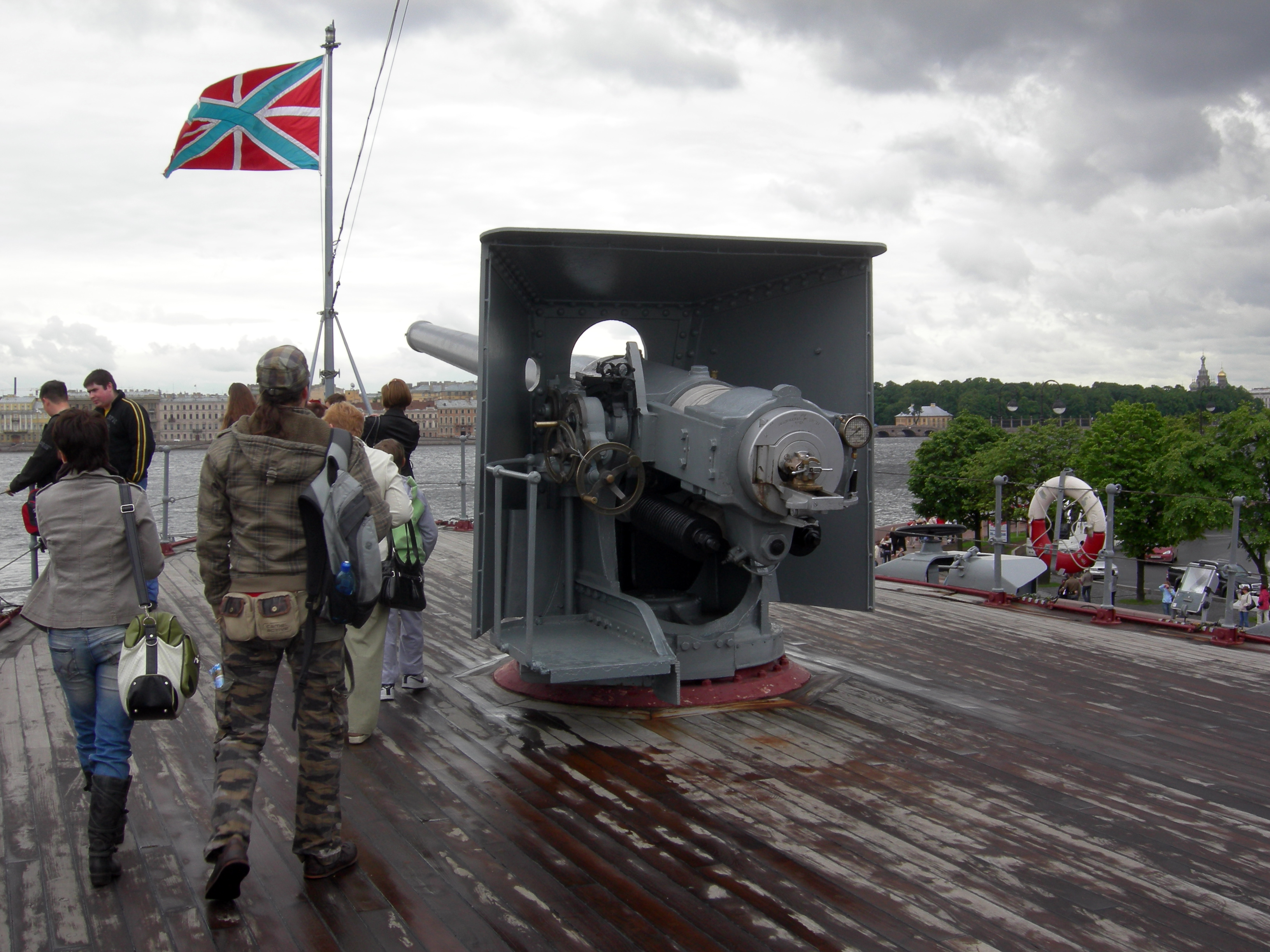
توپ جلویی ناو آئورورا که شلیک هشدار را انجام داد.

در ۲۳ اکتبر ۱۹۱۷ (۵ نوامبر سبک جدید)، کمیته مرکزی بلشویک رأی ۱۰٫۲ را برای قطعنامه اعلام کرد که «قیام مسلحانه اجتناب ناپذیر است و زمان آن کاملاً رسیده‌است». در نشست این کمیته، لنین دربارهٔ چگونگی انتظار کشیدن مردم روسیه برای «قیام مسلحانه» و زمان به قدرت رسیدن بلشویک‌ها بحث کرد. لنین به موفقیت این قیام اطمینان داشت. اطمینان او از ماه‌های افزایش قدرت بلشویک‌ها و انتخابات موفق به نفع کمیته‌های مختلف و مشاوران در شهرهای بزرگ مانند پتروگراد و مسکو سرچشمه می‌گرفت.
بلشویک‌ها در شورای پتروگراد، به رهبری رئیس‌جمهور شوروی، تروتسکی، یک کمیته انقلابی نظامی ایجاد کردند. کمیته شامل کارگران مسلح، ملوانان و سربازان بود و از حمایت یا بی‌طرفی سربازخانه پایتخت اطمینان حاصل می‌کرد. این کمیته با برنامه‌ریزی ماهانه مکان‌های راهبردی شهر را اشغال می‌کردند.

### شروع قیام
در ۲۵ اکتبر (۷ نوامبر سبک نوین) ۱۹۱۷ میلادی، بلشویک‌ها نیروهای خود را در قیام پتروگراد (سن پترزبورگ امروزی) و سپس پایتخت روسیه، علیه دولت موقت کرنسکی سازماندهی کردند. این رویداد با ورود یک ناوتیپ طرفدار بلشویک‌ها، شامل پنج ناوشکن و خدمه آن‌ها، به بندر سن پترزبورگ هم‌زمان بود. ملوانان در بندر کرونشتات نیز وفاداری خود را به بلشویک‌ها اعلام کردند. صبح زود، کمیته انقلابی ارتش، آخرین مکان‌هایی را که باید مورد حمله قرار می‌گرفتند یا از مرکز محاصره و نگهبانی آن در کاخ اسمولنی کاسته می‌شد، برنامه‌ریزی کردند. نظامیان به‌طور سیستماتیک تسهیلات دولتی، ارتباطات کلیدی، تأسیسات و امتیازات را با کمترین مخالفت تسخیر کردند. گریسون پتروگراد و بسیاری از واحدهای نظامی این شهر به قیام علیه دولت موقت پیوستند.
کرنسکی و دیگر مقامات دولت موقت از مقاومت قابل توجه ناتوان بودند. راه‌آهن و ایستگاه‌های راه‌آهن به مدت چند روز توسط کارگران شوروی و سربازان کنترل شده بود و تردد از مسیر راه‌آهن به پتروگراد و برعکس، برای مقامات دولت موقت غیرممکن شده یود. دولت موقت نیز قادر به یافتن هیچ‌گونه وسیله نقلیه قابل استفاده‌ای نبود. در صبح روز قیام، کرنسکی به شدت به دنبال دستیابی به نیروهای نظامی بود تا به دولت موقت در خارج از شهر کمک کنند. سرانجام یک خودروی پیرس آرو را از سفارت آمریکا به امانت گرفت و سوار بر آن از کاخ زمستانی خارج شد.
همان‌طور که کرنسکی پتروگراد را ترک می‌کرد، لنین طی «اعلامیه‌ای به شهروندان روسیه» اعلام کرد که حکومت موقت توسط کمیته انقلاب نظامی سرنگون شده‌است. اعلامیه از طریق تلگراف به سراسر روسیه فرستاده شد، حتی زمانی که سربازان طرفدار شوروی مراکز کنترل مهمی را در سراسر شهر به دست گرفته بودند. یکی از اهداف لنین این بود که اعضای کنگره شوروی، که بعد از ظهر آن را با مفاد قانونی تشکیل می‌دادند، معرفی کند و از بحث و جدل بیشتر در مورد مقبولیت و مشروعیت جلوگیری کند.

## نتیجهٔ قیام

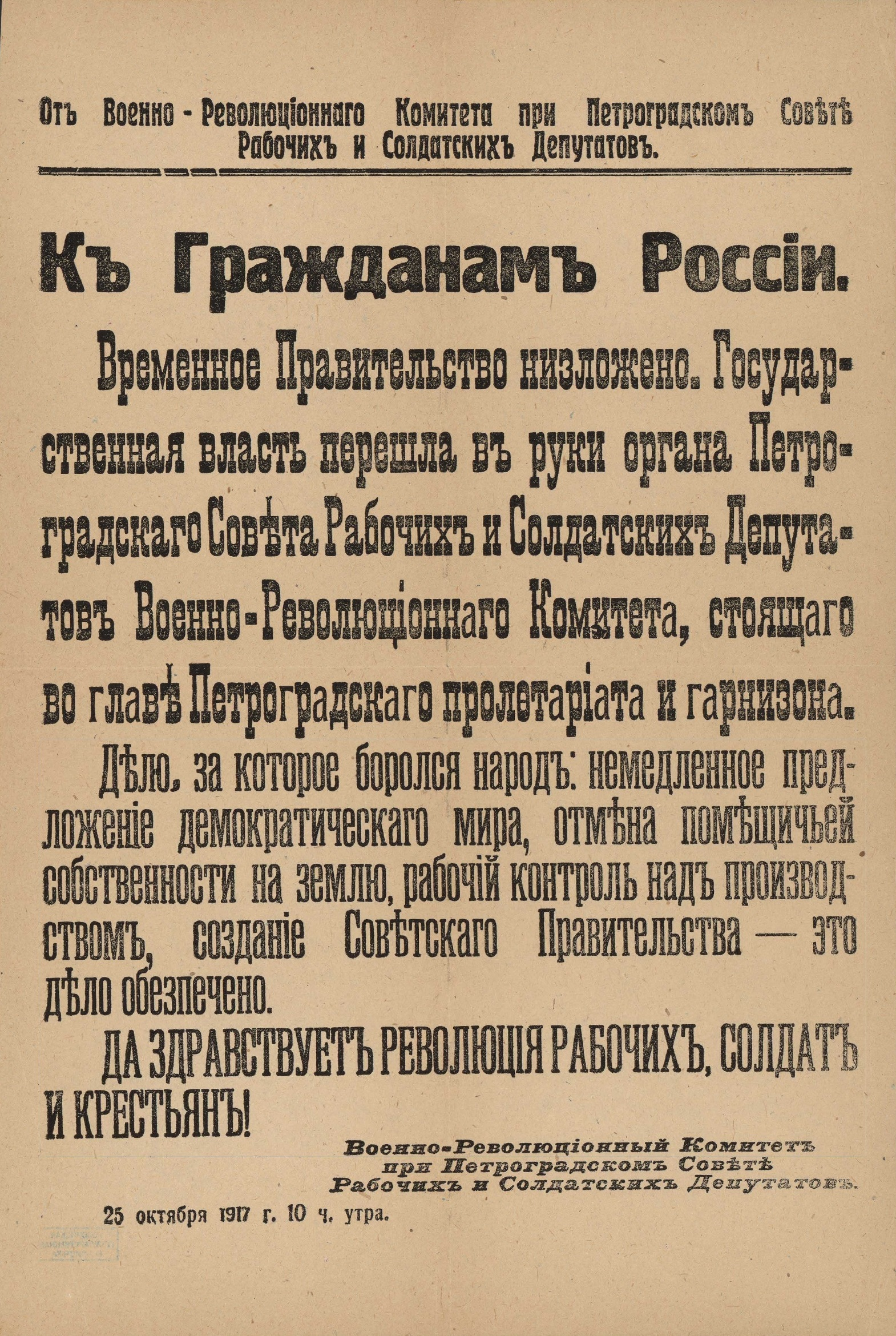
اعلام میلرفکم پتروگراد در مورد واسپاری دولت موقت روسیه

کنگره دوم شوروی شامل ۶۷۰ نماینده انتخاب شد؛ ۳۰۰ نفر بلشویک بودند و نزدیک به یک صد نفر انقلابگرای چپ بودند که از سرنگونی دولت الکساندر فیودورویچ کرنسکی حمایت کردند. هنگامی که سقوط کاخ زمستانی اعلام شد، کنگره فرمان انتقال قدرت را به شوراهای نمایندگان کارگران، سربازان و دهقانان، و در نتیجه تصویب انقلاب را اعلام کرد.
انتقال قدرت بدون مناقشه نبود. بال‌های مرکز و راستی انقلابیون سوسیالیست و همچنین منشویک‌ها معتقد بودند که لنین و بلشویک‌ها به‌طور غیرقانونی قدرت را به دست گرفته‌اند و قبل از تصویب این قطعنامه، به راه افتاده‌اند. همان‌طور که آن‌ها خروج کردند، توسط لئون تروتسکی، که به آن‌ها گفتند: «شما افراد رقت‌انگیزی هستید، شما خرابکاری می‌کنید، نقش شما بازی می‌شود، به آنجا که ازین پس به آن تعلق دارید بروید - به گرد و غبار تاریخ!»
در ۲۷ اکتبر ۱۹۱۷ (۹ نوامبر سبک جدید)، منشویک‌ها قدرت را در گرجستان به دست گرفتند و آن را جمهوری مستقل اعلام کردند. قزاق‌ها نیز ادعا کردند که کنترل دولت خود را دارند. بزرگ‌ترین نقطه‌های قدرت بلشویک‌ها در شهرها، به ویژه پتروگراد بود که با حمایت بسیار بیشتر در مناطق روستایی همراه بود. دهقانان تحت سلطه حزب چپ، در اتحاد با بلشویک‌ها بودند. گزارش‌هایی وجود دارد که دولت موقت شکست نخورده‌است و با ارتش در جبهه مقابله می‌کند.
در ۳۰ اکتبر ۱۹۱۷ (۱۲ نوامبر سبک جدید)، نبرد علیه بلشویک‌ها ادامه یافت. ارتش سرخ، علیه قزاق‌ها در Tsarskoye Selo جنگید. قزاق‌ها شکست خوردند فرار کردند و تجهیزات جنگی خود را پشت سر رها کردند.
در ۳۱ اکتبر ۱۹۱۷ (۱۳ نوامبر نوین سبک)، بلشویک‌ها بعد از یک هفته از جنگ خیابانی سریع کنترل مسکو را به دست گرفتند. توپخانه به صورت آزادانه مورد استفاده قرار گرفت و تلفات حدود ۷۰۰ نفر تخمین زده‌شد. با این حال، هنوز هم در برخی از استان‌ها از کرنسکی حمایت می‌شد.
در تاریخ ۱ نوامبر ۱۹۱۷ (۱۴ نوامبر به سبک جدید)، استینافی ضد بلشویک‌ها در سراسر روسیه برای پیوستن به دولت جدید مردم شکل گرفت، در حالی که بلشویک‌ها حمایت بیشتری از مردم روسیه را به دست می‌آوردند.
در تاریخ ۲ نوامبر ۱۹۱۷ (۱۵ نوامبر سبک نوین)، تنها اندیشه عمومی ضد بلشویک وجود داشت؛ به عنوان مثال، روزنامه نوایا ژیزن از نبود نیروی انسانی و سازمان بلشویک‌ها برای اجرای یک حزب، به غیر از یک دولت انتقاد کرد. لنین با اعتماد به نفس ادعا کرد که در برابر توده‌های پتروگراد، مسکو و بقیه روسیه، به سمت سلطه بلشویک، سایه‌ای از تردید وجود ندارد.
در تاریخ ۱۶ دسامبر ۱۹۱۷ (۲۹ دسامبر ۱۹۱۷ به سبک جدید)، دولت از برنامه از بین بردن سلسله مراتب در ارتش، عناوین، رتبه‌ها و مدال‌های یکنواخت صرف نظر کرد. سنت سلام دادن نیز حذف شد.
در ۲۰ دسامبر ۱۹۱۷ (۲ ژانویه ۱۹۱۸ سبک جدید)، چکا با فرمان ولادیمیر لنین ایجاد شد. اینها آغاز تحکیم قدرت بلشویک‌ها بر مخالفان سیاسی آن‌ها بود. ترور سرخ در سپتامبر ۱۹۱۸، پس از ناکامی ترور لنین آغاز شد. ترور یعقوب (ترور ژاکوبین) نمونه‌ای برای بلشویک‌های شوروی بود. لئون تروتسکی در اوایل سال ۱۹۰۴ لنین را با ماکسیمیلیان روبسپیر مقایسه کرده‌بود.